# Biedano
Il torrente Biedano è un corso d'acqua del viterbese che prende il nome dall'antico nome di Bieda, l'attuale Blera. Fa parte del bacino idrografico del fiume Marta e, dopo aver attraversato numerose località archeologiche in profonde forre vulcaniche, si getta in esso facendo giungere le sue acque al Tirreno presso Tarquinia.